# Too Much of Anything
Too Much of Anything est une chanson du groupe britannique The Who parue en 1974 sur la compilation Odds and Sods.

## Caractéristiques
Les paroles traitent de l'excès et des conséquences néfastes qu'il peut avoir sur la nature humaine. Un narrateur exprime sa défiance devant tout excès et proclame sa sobriété. Pete Townshend explique, non sans cynisme, le thème de cette chanson:
« Une chanson à propos de la tempérance en toutes choses. L'insidieuse horreur de l'excès. Avez-vous entendu parler du pauvre gars qui est mort après avoir bu trop de jus de carotte? Je lui dédie cette chansonnette. Ce titre était une chanson enregistrée par Glyn Johns durant les sessions de Who's Next pour le film Lifehouse qui ne fut jamais terminé. On sentait que cela résumait juste ce que trop de n'importe quelle chose pouvait faire à une personne -trop de sexe, de boisson, de drogue, même de rock'n'roll ou d'affreuse musique blues. Réalisant à la dernière minute que c'était totalement hypocrite pour des alcooliques drogués tels que nous de sortir cette chanson, nous ne l'avons pas fait. Bien sûr, aujourd'hui, c'est totalement différent. Plus de maturité, moins d'avidité. En tous cas, pourquoi gaspiller une bonne source d'argent musicale comme celle-là? Je deviens un peu trop honnête maintenant, pas vrai ? »
Au point de vue musical, la chanson est presque totalement acoustique, même si l'on entend de temps à autre une guitare électrique. Cette chanson présente plusieurs particularités: le tempo n'est pas élevé, et la suite d'accords révèle le talent particulier de Pete Townshend en matière de composition. Notamment, on peut déceler de nombreux accords avec des tierces suspendues et plusieurs changements de tonalité.
Au départ, cette chanson s'intitulait Bit Too Much. Elle a été enregistrée le 12 avril 1971 aux studios Olympic de Londres avant d'être retravaillée en mai 1972. Nicky Hopkins joue du piano. Une version live apparaît sur l'édition deluxe de Who's Next. La version studio, en plus de Odds and Sods se retrouve sur l'édition remastérisée de Who's Next.

## Sources et liens externes
- Notes sur Odds and Sods
- Notes sur Who's Next
- Paroles
- Tablatures pour guitare